# چیپس ذرت
چیپس ذرت یک غذای میان‌وعده است که از آرد ذرت سرخ شده در روغن یا پخته شده، معمولاً به شکل رشته یا اسکوپی کوچک تهیه می‌شود. چیپس ذرت ضخیم، سفت و بسیار ترد است. چیپس ذرت دارای عطر و طعم قوی ذرت بوداده است و اغلب به شدت با نمک چاشنی می‌شود.
در ایالات متحده، فریتوس یکی از قدیمی‌ترین و شناخته شده‌ترین مارک‌های چیپس ذرت است.
در حالی که چیپس ذرت و چیپس تورتیلا هر دو از ذرت تهیه می‌شوند، ذرت موجود در چیپس تورتیلا در معرض فرایند نیکستامالیزه شدن قرار می‌گیرد و در نتیجه طعم و عطر ملایم‌تری دارد و بافتی سفت‌تر دارد. چیپس‌های تورتیلا نیز نسبت به چیپس ذرت بزرگتر، نازک‌تر و نمک کمتری هستند.
چیپس ذرت معمولاً به تنهایی یا با دیپ چیپس خورده می‌شود. آنها یک عنصر رایج در ترکیب مهمانی‌های خانگی و تجاری هستند. در جنوب غربی ایالات متحده، یک غذای محبوب، پای فریتو، با چیپس ذرت و فلفل قرمز درست می‌شود. در برخی مناطق، پرطرفدار است که فلفل قرمز را در کیسه ای از چیپس ذرت بریزید و مخلوط را مستقیماً از کیسه بخورید.